# Liste der Stolpersteine in Klingenmünster
Die Liste der Stolpersteine in Klingenmünster enthält alle Stolpersteine, die im Rahmen des gleichnamigen Kunst-Projekts von Gunter Demnig in Klingenmünster verlegt wurden. Mit ihnen soll an Opfer des Nationalsozialismus erinnert werden, die in Klingenmünster lebten und wirkten.

## Verlegte Stolpersteine
| Adresse          | Verlege- datum | Person, Inschrift | Bild | Anmerkung       |
| ---------------- | -------------- | --- | --- | --------------- |
| Weinstraße 40 ·  | 15. Feb. 2006  | Hier wohnte / Alfred Levy / Jg. 1881 / deportiert 1940 / Gurs / 1942 Auschwitz / ermordet 1945 | Bild gesucht Die Wikipedia wünscht sich an dieser Stelle ein Bild vom Ort mit diesen Koordinaten 49.1400832 8.0183216 . Motiv: Stolpersteine Alfred und Gustav Levy Falls du dabei helfen möchtest, erklärt die Anleitung , wie das geht. BW                                                                                                |                 |
| Weinstraße 40 ·  | 27. Juni 2006  | Hier wohnte / Gustav Levy / Jg. 1871 / Haft 1936 Dachau / deportiert 1940 / Gurs / tot 14.2.1942 | Bild gesucht Die Wikipedia wünscht sich an dieser Stelle ein Bild vom Ort mit diesen Koordinaten 49.1400832 8.0183216 . Motiv: Stolpersteine Alfred und Gustav Levy Falls du dabei helfen möchtest, erklärt die Anleitung , wie das geht. BW                                                                                                |                 |
| Weinstraße 100 · | 8. Aug. 2019   | Heil- und Pflegeanstalt Klingenmünster Ab 1934 wurden mindestens 366 Menschen zwangssterilisiert. Im Zuge der Evakuierung der Anstalt am 10. September 1939 verlegte man 1251 Menschen in bayerische Anstalten. Von ihnen wurden mindestens 223 Menschen in Tötungsanstalten ermordet. Etwa 1700 Menschen ließ man in Klingenmünster von 1942 bis 1945 verhungern. | Bild gesucht Die Wikipedia wünscht sich an dieser Stelle ein Bild vom Ort mit diesen Koordinaten 49.150134 8.013755 . Motiv: vor dem Eingang des Hauses 1 des Pfalzklinikums: die Stolperschwelle für ehemalige Patienten des Pfalzklinikum, die Lage und das Haus Falls du dabei helfen möchtest, erklärt die Anleitung , wie das geht. BW | Stolperschwelle |